# Paul Knaplund
Paul Knaplund (Nordland, 1885-Madison, 1964) fue un historiador de origen noruego asentado en los Estados Unidos.

## Biografía
Nacido en 1885 en la provincia noruega de Nordland, en 1906 emigró a los Estados Unidos. Fue profesor en la Universidad de Wisconsin y autor de títulos como Gladstone and Britain's Imperial Policy (The Macmillan Company, 1927), The British Empire, 1815-1939 (Harper & Brothers, 1941), Britain Commonwealth And Empire 1901-1955 (Harper & Brothers, 1957) y Moorings Old and New: Entries in an Immigrant’s Log (The State Historical Society of Wisconsin, 1963), entre otras. Falleció en Madison (Wisconsin) el 8 de abril de 1964.